# Услад
Услад (Ослад) — ошибочно приписываемый славянскому пантеону бог веселья и всяческого блаженства. Ослад «появился» в XVI веке из-за ошибки в переводе Повести временных лет на латинский язык.
Фразу из «Повести временных лет»

И нача къняжити Володимеръ въ Кыевѣ единъ, и постави кумиры на хълмѣ вънѣ двора теремьнаго: Перуна древяна, а главу его сьребряну, а усъ златъ, и Хърса Дажьбога и Стрибога и Сѣмарьгла и Мокошь.

С. Герберштейн перевел так:

Volodimerus multa idola Kioviae institut: primus idolum Perun dictum capite argento, caetere lignea errant; alia, Uslad, Corsa, Dasva, Striba, Simaergla, Macosch vocabitur,

образовав тем самым из «усъ злат» бога Услада. При раскрытии функций за отсутствием других источников этого бога опирались на созвучность его имени и глагола «усладить».
Упоминание об этом божестве имело хождение в научной литературе вплоть до середины XIX века и не было отброшено даже Й. Добровским.